# France aux Jeux olympiques d'été de 1980
L'équipe de France olympique participe aux Jeux olympiques d'été de 1980 à Moscou. Elle y remporte quatorze médailles : six en or, cinq en argent et trois en bronze, se situant à la huitième place des nations au tableau des médailles.
Le boycott d'un grand nombre de nations ne frappe pas la délégation française qui se présente à Moscou avec 120 athlètes (97 hommes et 23 femmes). La France laissa le libre choix au CNOSF et trois fédérations nationales (équitation, voile et tir) boycottèrent finalement les Jeux. La question du boycott cliva en France une grande partie des athlètes et de la classe politique. Lors de la cérémonie d'ouverture, l'équipe de France défile sous la bannière olympique. Au podium des médailles, seul le drapeau olympique au lieu du drapeau français est hissé et La Marseillaise n'est pas jouée.

## Bilan général
| Place | Sport       | Médaille d'or, Jeux olympiques | Médaille d'argent, Jeux olympiques | Médaille de bronze, Jeux olympiques | Total |
| 1     | Escrime     | 4                              | 1                                  | 1                                   | 6     |
| 2     | Judo        | 2                              | 1                                  | 1                                   | 4     |
| 3     | Cyclisme    | 0                              | 2                                  | 0                                   | 2     |
| 4     | Canoë-Kayak | 0                              | 1                                  | 0                                   | 1     |
| 5     | Athlétisme  | 0                              | 0                                  | 1                                   | 1     |
| Total | Total       | 6                              | 5                                  | 3                                   | 14    |

## Liste des médaillés français

### Médailles d'or
| Sport              | Discipline              | Sportifs                                                                            | Performance |
| Médailles d'or : 6 |                         |                                                                                     |             |
| Escrime            | Fleuret (F)             | Pascale Trinquet                                                                    |             |
| Escrime            | Fleuret par équipes (F) | Isabelle Boéri Véronique Brouquier Brigitte Gaudin Christine Muzio Pascale Trinquet |             |
| Escrime            | Fleuret par équipes (H) | Philippe Bonnin Bruno Boscherie Didier Flament Pascal Jolyot Frédéric Pietruszka    |             |
| Escrime            | Épée par équipes (H)    | Philippe Boisse Hubert Gardas Patrick Picot Philippe Riboud Michel Salesse          |             |
| Judo               | 60 kg (H)               | Thierry Rey                                                                         |             |
| Judo               | + 95 kg (H)             | Angelo Parisi                                                                       |             |

### Médailles d'argent
| Sport                  | Discipline           | Sportifs      | Performance |
| Médailles d'argent : 5 |                      |               |             |
| Canoë-Kayak            | K1 1 000 m (H)       | Alain Lebas   |             |
| Cyclisme sur piste     | Vitesse (H)          | Yavé Cahard   |             |
| Cyclisme sur piste     | Poursuite (H)        | Alain Bondue  |             |
| Escrime                | Fleuret (H)          | Pascal Jolyot |             |
| Judo                   | Toute catégories (H) | Angelo Parisi |             |

### Médailles de bronze
| Sport                   | Discipline    | Sportifs                                                 | Performance |
| Médailles de bronze : 3 |               |                                                          |             |
| Athlétisme              | 4 × 100 m (H) | Pascal Barré Patrick Barré Hermann Panzo Antoine Richard | 38 s 53     |
| Escrime                 | Épée (H)      | Philippe Riboud                                          |             |
| Judo                    | 78 kg (H)     | Bernard Tchoullouyan                                     |             |

## Engagés français par sport

### Athlétisme
| Épreuve          | Hommes | Femmes                                                                                          |
| ---------------- | --- | ----------------------------------------------------------------------------------------------- |
| 100 m            | Antoine Richard : 2e tour Hermann Panzo : Finale, 10 s 49 (8e place)                                                                     | Chantal Réga : finale, 11 s 32 (7e place) Emma Sulter : 1/2 finale Laureen Beckles : 2e tour    |
| 200 m            | Joseph Arame : 1/2 finale Patrick Barré : 1er tour Bernard Petitbois : 2e tour                                                           | Chantal Réga : 1/2 finale Raymonde Naigre : : 1/2 finale                                        |
| 400 m            | Francis Demarthon : 2e tour Didier Dubois : 1/2 finale                                                                                   | Sophie Malbranque : 1er tour                                                                    |
| 800 m            | Philippe Dupont : 1/2 finale Roger Milhau : 1/2 finale José Marajo : finale, 1 min 47 s 3 (7e place)                                     |                                                                                                 |
| 1 500 m          | José Marajo : finale, 3 min 41 s 5 (7e place) Alexandre Gonzalez : 1/2 finale                                                            |                                                                                                 |
| Marathon         | Jean-Michel Charbonnel : abandon |                                                                                                 |
| 100 m haies      | | Laurence Lebeau : 1/2 finale Laurence Elloy : 1/2 finale                                        |
| 50 km marche     | Gérard Lelièvre : abandon |                                                                                                 |
| Relais 4 × 100 m | Antoine Richard, Pascal Barré, · Patrick Barré, Hermann Panzo : 38 s 53 médaille de bronze                                               |                                                                                                 |
| Relais 4 × 400 m | Jacques Fellice, Robert Froissart, Didier Dubois, Francis Demarthon : finale, 3 min 04 s 80 (4e place)                                   | Véronique Grandrieux, Chantal Réga, Emma Sulter et Raymonde Naigre : finale, 42 s 84 (5e place) |
| Saut en hauteur  | Francis Agbo : qualifications |                                                                                                 |
| Saut à la perche | Thierry Vigneron : finale, 5,45 m (7e place) Jean-Michel Bellot : finale, 5,60 m (5e place) Philippe Houvion : finale, 5,65 m (4e place) |                                                                                                 |
| Saut en longueur | Philippe Deroche : finale, 7,77 m (10e place)                                                                                            |                                                                                                 |
| Triple saut      | Christian Valétudie : finale (11e place)                                                                                                 |                                                                                                 |
| Pentathlon       | | Florence Picaut : 9e place                                                                      |

### Aviron
| Hommes | Femmes           |
| --- | ---------------- |
| Un rameur : - Didier Gallet : éliminatoires Deux de couple : - Marc Boudoux et Denis Gaté : éliminatoires Deux de pointe sans barreur : - Jean-Claude Roussel et Dominique Lecointe : finale B Deux de pointe avec barreur : - Serge Fornara, Hervé Bourquel et Jean-Pierre Huguet-Baient : finale B Quatre de couple : - Christian Marquis, Jean-Raymond Peltier, Charles Imbert et Roland Weill : finale,5 min 53 s 45 (4e place) Quatre de pointe sans barreur : - Jean-Pierre Bremer, Nicolas Lourdaux, Bernard Bruant et Dominique Basset : finale B | - Pas d'engagées |

### Boxe
| Hommes                                                                        |
| ----------------------------------------------------------------------------- |
| Coq - Ali Ben Maghenia : 1/8 de finale Plume - Daniel Londas : 1/16 de finale |

### Canoë-Kayak
| Hommes | Femmes |
| --- | --- |
| K1 500 m : - Patrick Lefoulon : 1/2 finale K1 1000 m : - Alain Lebas : finale, 3 min 50 s 20 médaille d'argent K2 500 m : - Francis Hervieu et Alain Lebas : finale, 1 min 36 s 22 (4e place) K4 1000 m : - François Barouh, Patrick Berard, Philippe Boccara et Patrick Lefoulon : finale, 6e place C2 500 m : - Franck Lambert et Pierre Langlois : finale (9e place) C2 1000 m : - Franck Lambert et Pierre Langlois : non partants | K1 500 m : - Béatrice Knopf : finale (8e place) K2 500 m : - Anne-Marie Loriot et Valérie Leclerc : finale (6e place) |

### Cyclisme
| Hommes | Femmes |
| --- | ------ |
| Route Course en ligne : - Christian Fauré : 8e place. - Marc Madiot : 9e place. - Francis Castaing : 30e place. - Régis Clère : 43e place. Piste Kilomètre : - Yavé Cahard : finale, 1 min 05 s 584 (4e place) Poursuite par équipes : - Alain Bondue, Philippe Chevalier, Pascal Poisson et Jean-Marc Rebière : 1/4 de finale Sprint - Yavé Cahard : médaille d'argent Poursuite individuelle - Alain Bondue : médaille d'argent |        |

### Escrime
| Hommes | Femmes |
| --- | --- |
| Épée individuel : - Philippe Riboud : médaille de bronze - Philippe Boisse : 9e place - Patrick Picot : 20e place Fleuret individuel : - Didier Flament : 23e place - Pascal Jolyot : médaille d'argent - Frédéric Pietruszka : 8e place Sabre individuel : - Jean-François Lamour : 21e place Épée par équipes : - Philippe Boisse - Hubert Gardas - Patrick Picot -Philippe Riboud - Michel Salesse : médaille d'or Fleuret par équipes : - Didier Flament - Pascal Jolyot - Frédéric Pietruszka - Philippe Bonnin - Bruno Boscherie : médaille d'or | Fleuret individuel : - Brigitte Gaudin : 5e place - Pascale Trinquet : médaille d'or - Véronique Brouquier : 13e place Fleuret par équipes : - Brigitte Gaudin - Pascale Trinquet - Isabelle Boéri - Christine Muzio - Véronique Brouquier : médaille d'or |

### Gymnastique
| Hommes | Femmes |
| --- | ------ |
| Concours général individuel : - Willy Moy : 16e place - Michel Boutard : 20e place - Henry Boério : 24e place Concours général par équipes - Henry Boério - Yves Boquel - Michel Boutard - Willy Moy - Joël Suty - Marc Touchais : 6e place |        |

### Haltérophilie
| Hommes |
| --- |
| - Bruno Lebrun (-56 kg) : 0,00 pts - Jean-Claude Chavigny (-60 kg) : 9eplace - Daniel Senet : 4eplace - Nicolas Lasorsa |

### Judo
| Hommes |
| --- |
| - Thierry Rey (-60 kg) : médaille d'or - Yves Delvingt (-65 kg) : 1/4 de finale - Christian Dyot (-71 kg) : 1/8 de finale - Bernard Tchoullouyan (-78 kg) : médaille de bronze - Michel Sanguis (-86 kg) : 1/16 de finale - Jean-Luc Rougé (-95 kg) : 1/4 de finale - Angelo Parisi (+95 kg) : médaille d'or - Angelo Parisi (toutes catégories) : médaille d'argent |

### Lutte
| Hommes |
| --- |
| Greco-romaine - Lionel Lacaze (-68 kg) : 3etour - Christophe Andanson (-90 kg) : 7e place Libre - Christophe Andanson (-90 kg) : 6e place |

### Natation
| Hommes | Femmes |
| --- | --- |
| Natation 100 m nage libre - René Ecuyer : finale, 52 s 01 (7e place) 200 m nage libre - Ramon Lavin : séries - Fabien Noël : séries - Marc Lazzaro : séries 100 m dos - Frédéric Delcourt : séries 200 m dos - Frédéric Delcourt : séries 100 m brasse - Olivier Borios : séries 100 m papillon - Xavier Savin : finale, 55 s 66 (7e place) Relais 4 × 200 m nage libre - Marc Lazzaro, Dominique Petit, Pascal Laget et Fabien Noël : finale, 7 min 36 s 08 (8eplace) Relais 4 × 100 m 4 nages - Frédéric Delcourt, Olivier Borios, Xavier Savin, René Ecuyer : finale, 3 min 49 s 19 (5eplace) | Natation 100 m nage libre - Guylaine Berger : finale, 57 s 88 (7eplace) 200 m nage libre - Guylaine Berger : séries 100 m brasse - Catherine Poirot : séries 200 m brasse - Annick de Susini : séries - Odile Bihan : séries 100 m dos - Michèle Ricaud : séries 200 m dos - Michèle Ricaud : séries Plongeon Tremplin - Isabelle Arène : qualifications |

### Pentathlon moderne
| Hommes |
| --- |
| Individuel : - Paul Four : 12e place - Alain Cortes : 23e place - Joël Bouzou : 20e place Par équipes : - Paul Four - Alain Cortes - Joël Bouzou : 5e place |